# Tre'Quan Smith
Tre'Quan Smith (Delray Beach, 7 gennaio 1996) è un giocatore di football americano statunitense che milita nel ruolo di wide receiver per i Detroit Lions della National Football League (NFL).

## Carriera

### New Orleans Saints
Smith fu scelto nel corso del terzo giro (91º assoluto) nel Draft NFL 2018 dai New Orleans Saints. Nella settimana 2 contro i Cleveland Browns fece registrare la prima ricezione da 18 yard nella vittoria per 21–18.
L'8 ottobre nel Monday Night Football contro i Washington Redskins, Smith ricevette un passaggio da touchdown da 62 yard da Drew Brees, il quale in quell'azione superò Peyton Manning per il maggior numero di yard passate nella storia della NFL. La sua gara si concluse con 3 ricezioni per 111 yard e 2 marcature. Nella settimana 11 contro i Philadelphia Eagles campioni in carica, Smith ricevette 152 yard e un touchdown, venendo premiato come rookie della settimana. La sua stagione si chiuse con 28 ricezioni per 427 yard e 5 touchdown in 15 presenze.

## Palmarès
- Rookie della settimana: 1

11ª del 2018